# Кохановці
Кохановце (словац. Kochanovce) — село в Словаччині, Бардіївському окрузі Пряшівського краю. Розташоване в північно-східній частині Словаччини. Протікає річка Черношина.
Вперше згадується у 1384 році. Греко-католицька церква ХІХ століття.

## Населення
| Рік:            | 1993 | 2003     | 2013 | 2023    |
| --------------- | ---- | -------- | ---- | ------- |
| Кількість осіб: | 229  | 256      | 256  | 262     |
| Різниця:        |      | +11,79 % | +0 % | +2,34 % |

| Рік:            | 2022 | 2023    |
| --------------- | ---- | ------- |
| Кількість осіб: | 268  | 262     |
| Різниця:        |      | -2,23 % |

В селі проживає 248 осіб.
Національний склад населення (за даними останнього перепису населення — 2001 року):
- словаки — 100,0 %

Склад населення за приналежністю до релігії станом на 2001 рік:
- протестанти — 51,36 %,
- римо-католики — 46,30 %,
- греко-католики — 1,17 %,
- не вважають себе віруючими або не належать до жодної вищезгаданої церкви — 0,39 %

## Уродженці
- Андраш Фай, угорський поет.